# Europarundflug 1934
Der Europarundflug 1934 war der vierte und letzte internationale Flugzeugwettbewerb der FAI (französisch: Challenge International de Tourisme), welcher zwischen dem 28. August und 16. September in Warschau stattfand. Die vier Europarundflüge zwischen 1929 und 1934 waren die wichtigsten Vorkriegsluftwettbewerbe in Europa. 1934 gewann die Gesamtwertung der polnische Pilot Jerzy Bajan.

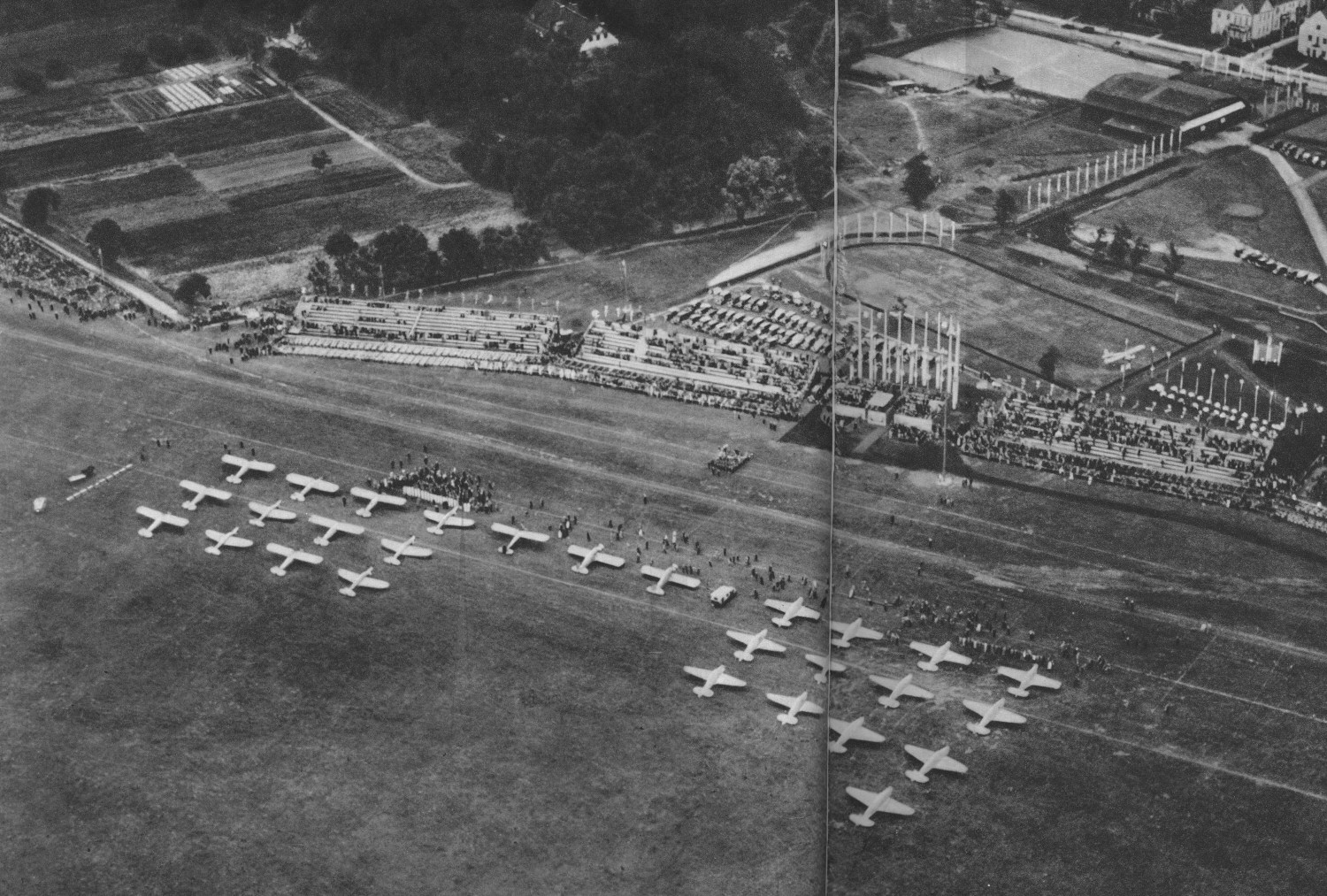
Die Eröffnungsparade. Von links: polnische Mannschaft, drei Flugzeuge tschechoslowakische Mannschaft, deutsche Mannschaft. Die italienische Mannschaft ist noch nicht angekommen.

## Überblick
Polen und der Polnische Aero Club organisierten diesen Rundflug, weil beim letzten Wettbewerb im Jahre 1932 der Pole Franciszek Żwirko gewonnen hatte. Im Juni 1933 wurden die Wettbewerbsregeln für 1934 ausgeschrieben. Wie im Wettbewerb zuvor wurden drei Kategorien bewertet: die Technik, ein Luftrennen über Europa und eine Geschwindigkeitswertung. Die hauptsächliche Idee des Wettbewerbes war es, die Konstruktion von Reiseflugzeugen voranzutreiben, dennoch kam es nicht auf die Qualität des Flugzeuges alleine an, die Fähigkeiten der Piloten war mindestens ebenso wichtig.
Die Eröffnungszeremonie wurde am 28. August 1934 mittags auf dem Flughafen Mokotów in Warschau abgehalten. Das italienische Team versäumte die Eröffnung, weil die Teilnehmer auf dem Weg von Italien nach Warschau in schlechtes Wetter gerieten.
Die Anzahl der Teams und deren Flugzeuge schrumpfte gegenüber dem Wettbewerb von 1932 von 43 auf 34, da die Erfüllung der Anforderungen der Ausschreibung immer aufwändiger wurde. Die teilnehmenden Flugzeuge waren mit zwei Personen besetzt, Pilot und Mechaniker. Im Jahre 1934 waren nur Mannschaften aus vier Ländern vertreten: Polen (12), Deutschland (13), Italien (6) und Tschechoslowakei (3). Der britische Pilot Walter MacPherson nahm als Mitglied der polnischen Mannschaft teil. Die französische Mannschaft zog ihre Meldung zum Wettbewerb mit 8 Flugzeugen wieder zurück, weil deren Flugzeug Caudron C.500 nicht in der vorgeschriebenen Zeit fertiggestellt wurde und zu schwer war. Der Wettbewerb war für den Gewinner mit 100.000 Französischen Franc (FF) dotiert, der Zweite gewann 40.000 FF, der Drittplatzierte 20.000 FF, der Vierte noch 10.000 FF und die 15 darauffolgenden Piloten wurden mit 6.000 FF belohnt.

## Flugzeuge

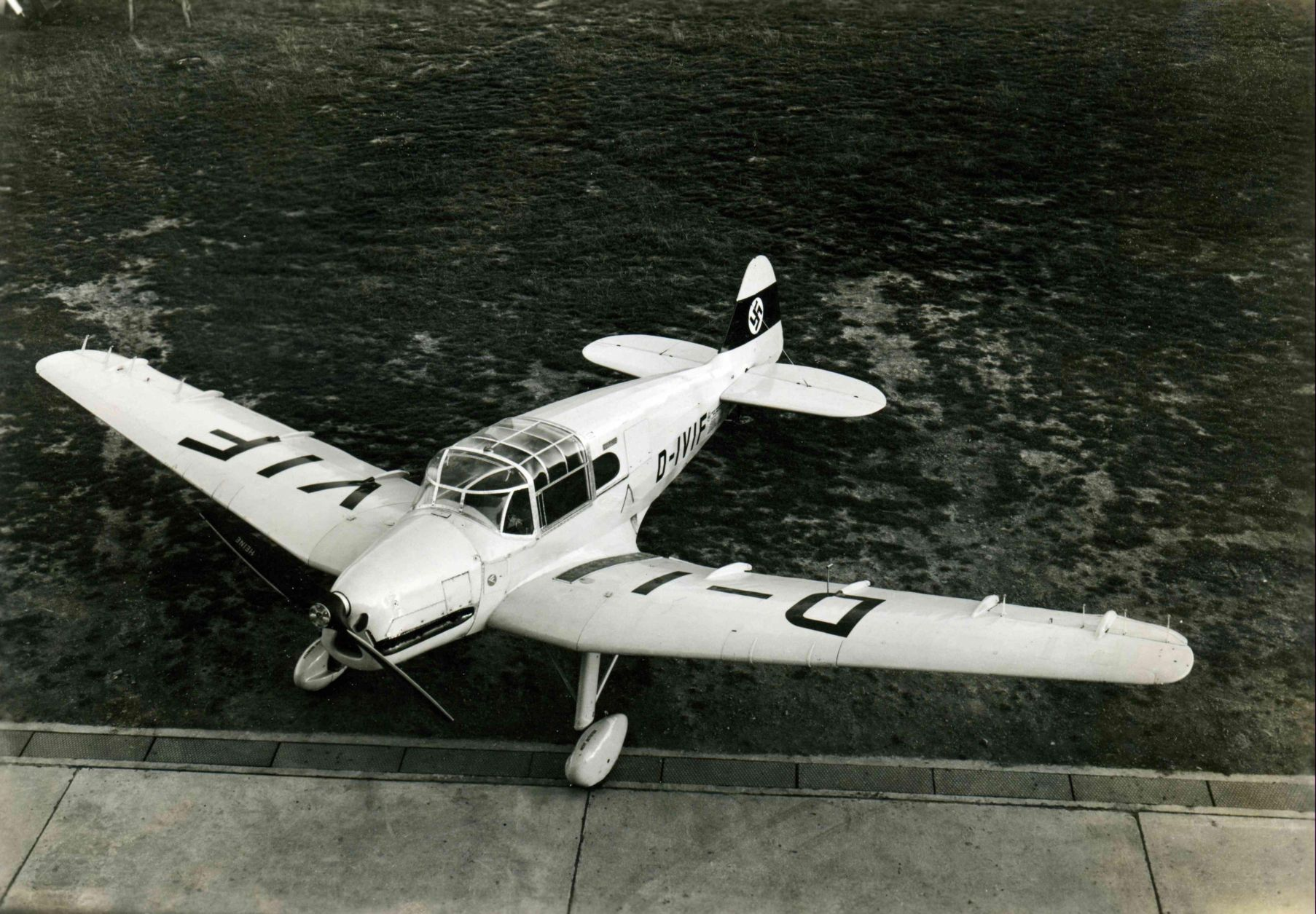
Fieseler Fi 97 des Piloten Wolf Hirth

Der Wettbewerb war ein Vergleich zwischen Sport- und Reiseflugzeugen, so mussten die Flugzeuge mindestens zwei Personen an Bord nehmen können, eine kurze Start- und Landestrecke haben und einen Überlandflug mit einer guten Reisegeschwindigkeit absolvieren. Anlässlich dieses Wettbewerbes hatten die Hersteller der teilnehmenden Länder, mit Ausnahme von MacPhersons modifizierter De Havilland DH.80 Puss Moth, neue Flugzeuge entwickelt. Alle Flugzeuge waren aus Ganzmetall oder Gemischtbauweise, einmotorig mit 3 oder 4 Sitzen, einer geschlossenen Kabine, Landeklappen und Vorflügeln.

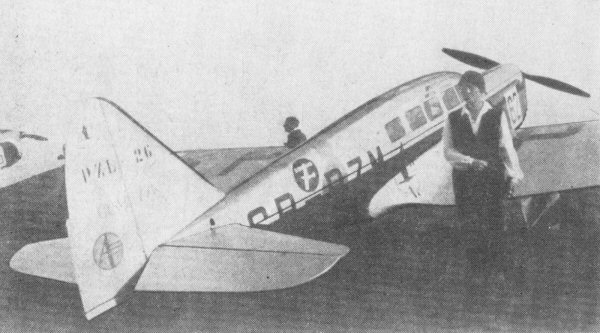
Polnische PZL.26 von Ignacy Giedgowd in Wettbewerbsfarben

Die meisten Flugzeuge waren freitragende Tiefdecker: Die deutschen Bf 108A (4), Fieseler Fi 97 (5) und Klemm Kl 36 (4), die polnischen PZL.26 (5) und die italienischen Pallavicino PS-1 (2) oder verspannte Tiefdecker: die tschechoslowakische Aero A.200 (2) und die italienische Breda Ba.39 (2) und Ba-42 (2). Eine Ausnahme machte das Hauptflugzeug der polnischen Mannschaft – der abgestrebte Hochdecker RWD-9 (7), von denen einer von einem tschechischen Piloten geflogen wurde, und die Puss Moth. Die einzigen Flugzeuge mit einziehbarem Hauptfahrwerk waren die Bf 108 und die PS-1.

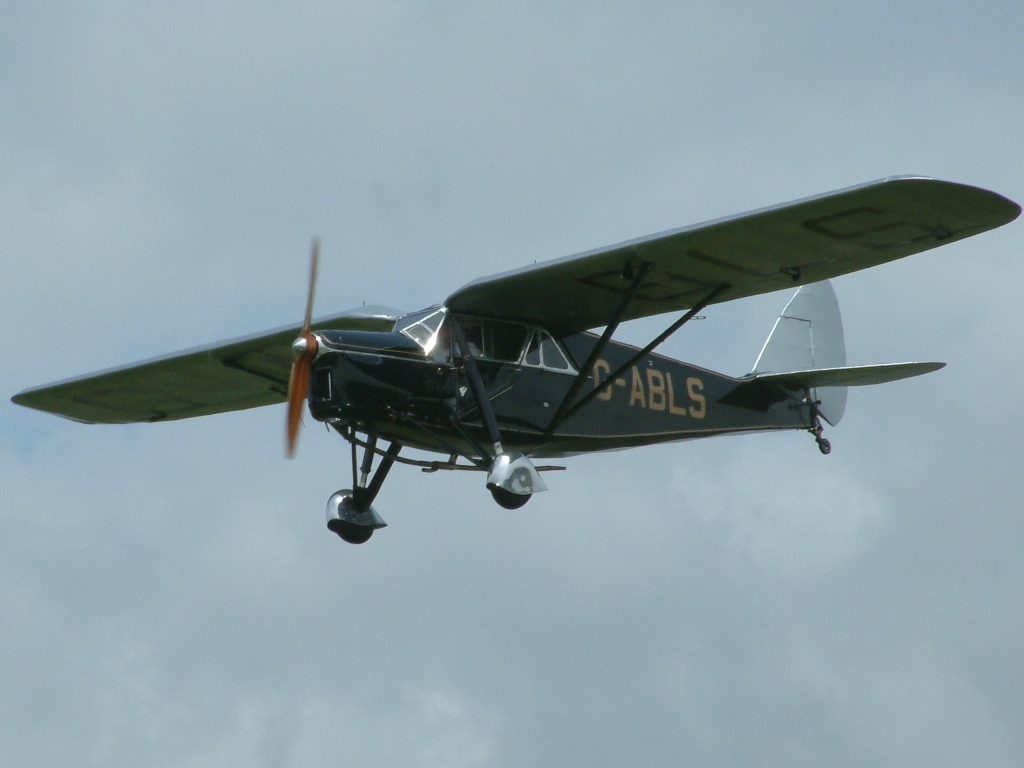
De Havilland DH.80A Puss Moth von 1931

Die deutschen Flugzeuge hatten die Startnummern 12–26, die Italiener 41–46, die Tschechoslowaken 51–54 und die Polen 61–81. Die Startnummern wurden am Rumpf innerhalb eines schwarz umrahmten, weißen Quadrats aufgebracht.

## Technische Wettbewerbe
Am 29. August begann die technische Bewertung der zu vergleichenden Flugzeuge. Da es ein Wettbewerb von Sport- und Reiseflugzeugen war, wurde besonderes Augenmerk auf eine bequeme und übersichtliche Kabine gelegt, in die man zudem noch gut einsteigen können musste. Wichtig waren das Vorhandensein eines dritten oder vierten Sitzplatzes und die bequeme Anordnung der Sitze, eine gute Instrumentierung und Bedienung, leichtes Starten des Triebwerkes, einfaches Verfahren zum Anlegen der Tragflächen und Bauweise aus Ganzmetall oder Stahlrumpf mit Verkleidung. Alle diese Ausstattungsmerkmale wurden mit Punkten bewertet. Um die Sichtverhältnisse aus der geschlossenen Kabine zu beurteilen, wurde in einer abgedunkelten Halle in die Mitte der Kabine eine Leuchte platziert und danach die Erhellung der Halle beurteilt. Das zulässige Leergewicht betrug 560,56 kg und wurde von allen deutschen, zwei italienischen Flugzeugen und der Puss Moth überschritten und musste durch Ausbauen von Ausrüstung erreicht werden.
Die technische Bewertung dauerte bis zum 4. September und die meisten Punkte errangen die Bf 108 (450–452 Punkte), danach die Pallavicino PS-1 (438), Fi 97 (428–431), Aero A.200 (429) und RWD-9 (427). Die hinteren Ränge belegten die Klemm Kl 36 – (394–407), PZL.26 – (383), Puss Moth (373) und die Bredas (323–346).
Vom 3. bis 4. September wurde der Kurzstartwettbewerb ausgetragen. Hier mussten die Mannschaften über eine 8 Meter hohe Barriere fliegen, nachdem sie von einer möglichst kurzen Distanz davor gestartet waren. Der Gewinner war der Tscheche Vojtěch Žaček, der mit seiner Aero A.200 bereits nach 74,5 m das Hindernis überflog. Danach folgten Jerzy Bajan (RWD-9) und Ján Ambruš mit der zweiten A.200. Die polnischen RWD-9 und PZL.26 und die deutschen Fi 97 waren ebenfalls gut im Wettbewerb während die Italiener und die übrigen deutschen Mannschaften sehr schlecht abschnitten. Sie benötigten teilweise über 100 m. Im Europarundflug 1932 lag die Bestmarke noch bei 91,6 m.
| Wettbewerb Kurzstart | Wettbewerb Kurzstart | Wettbewerb Kurzstart | Wettbewerb Kurzstart | Wettbewerb Kurzstart | Wettbewerb Kurzstart |
| -------------------- | -------------------- | -------------------- | -------------------- | -------------------- | -------------------- |
|                      | Pilot                | Nation               | Flugzeug             | Entfernung           | Punkte               |
| 1.                   | Vojtěch Žaček        | Tschechoslowakei     | Aero A.200           | 74,5 m               | 141                  |
| 2.                   | Jerzy Bajan          | Polen                | RWD-9S               | 76,1 m               | 140                  |
| 3.                   | Ján Ambruš           | Tschechoslowakei     | Aero A.200           | 77,6 m               | 138                  |
| 4.                   | Szczepan Grzeszczyk  | Polen                | PZL.26               | 78,2 m               | 138                  |
| 5.                   | Gerhard Hubrich      | Deutsches Reich      | Fieseler Fi 97       | 78,3 m               | 138                  |

Nach der technischen Beurteilung und des Kurzstartwettbewerbes am 4. September lagen die deutschen Bf 108 in Führung: Theo Osterkamp (597 Punkte), Werner Junck (596) und Otto Brindlinger (594), danach Vojtěch Žaček (A.200, 594), Jerzy Bajan (RWD-9, 591) und Ján Ambruš (A.200, 591), dahinter dann die Fi 97 und RWD-9.
Danach folgte am 4. und 5. September der Kurzlandewettbewerb. Ziel war es, hinter einer 8 Meter hohen Barriere möglichst kurz zum Stehen zu kommen. Das beste Ergebnis mit 75 m (210 Punkte) erreichte Hans Seidemann (Fi 97). In den ersten zehn Rängen standen mehrere Fieseler, dann die polnischen RWD-9 und PZL.26 und MacPhersons Puss Moth. Die tschechische A.200 wies die schlechtesten Ergebnisse auf, sie benötigte über 117 m. Gemeinsam mit den Bf 108 und den Breda belegten die Tschechen die hintersten Plätze. 1932 lag der beste Wert bei 92,4 m.
| Wettbewerb Kurzlandung | Wettbewerb Kurzlandung | Wettbewerb Kurzlandung         | Wettbewerb Kurzlandung | Wettbewerb Kurzlandung | Wettbewerb Kurzlandung |
| ---------------------- | ---------------------- | ------------------------------ | ---------------------- | ---------------------- | ---------------------- |
|                        | Pilot                  | Nation                         | Flugzeug               | Entfernung             | Punkte                 |
| 1.                     | Hans Seidemann         | Deutsches Reich                | Fieseler Fi 97         | 75 m                   | 210                    |
| 2.                     | Tadeusz Karpiński      | Polen                          | PZL.26                 | 78,2 m                 | 138                    |
| 3.                     | Gerhard Hubrich        | Deutsches Reich                | Fieseler Fi 97         | 79 m                   | 206                    |
| 4.                     | Andrzej Włodarkiewicz  | Polen                          | PZL.26                 | 79,7 m                 | 205                    |
| 5.                     | Jerzy Bajan            | Polen                          | RWD-9S                 | 79,8 m                 | 205                    |
| 6.                     | Walter MacPherson      | Polen / Vereinigtes Königreich | DH-80A                 | 80,8 m                 | 203                    |

Der Kraftstoffverbrauchswettbewerb auf einem 594 km langen Rundflug wurde am 5. September ausgetragen. Hier gewannen drei Bf 108, was 86–95 Punkte einbrachte, danach fünf Polen mit 73–79 Punkten. Die Italiener erreichten ebenfalls gute Ergebnisse, während die deutschen Fi 97 and Kl 36 und die Tschechen schlecht abschnitten.
| Wettbewerb minimaler Kraftstoffverbrauch | Wettbewerb minimaler Kraftstoffverbrauch | Wettbewerb minimaler Kraftstoffverbrauch | Wettbewerb minimaler Kraftstoffverbrauch | Wettbewerb minimaler Kraftstoffverbrauch | Wettbewerb minimaler Kraftstoffverbrauch |
| ---------------------------------------- | ---------------------------------------- | ---------------------------------------- | ---------------------------------------- | ---------------------------------------- | ---------------------------------------- |
|                                          | Pilot                                    | Nation                                   | Flugzeug                                 | kg/100 km                                | Punkte                                   |
| 1.                                       | Karl Francke                             | Deutsches Reich                          | Bf 108A                                  | 10,5                                     | 95                                       |
| 2.                                       | Werner Junck                             | Deutsches Reich                          | Bf 108A                                  | 11,07                                    | 90                                       |
| 3.                                       | Theo Osterkamp                           | Deutsches Reich                          | Bf 108A                                  | 11,48                                    | 86                                       |
| 4.                                       | Jerzy Bajan                              | Polen                                    | RWD-9S                                   | 12,11                                    | 79                                       |
| 5.                                       | Szczepan Grzeszczyk                      | Polen                                    | PZL.26                                   | 12,26                                    | 78                                       |

Nachdem am 5. September alle Prüfungen abgeschlossen waren, lauteten die Gesamtführenden: Jerzy Bajan (RWD-9S, 875 Punkte), Tadeusz Karpiński (RWD-9S, 856), Hans Seidemann (Fi 97, 850), Gerhard Hubrich (Fi 97, 848), Stanisław Płonczyński (RWD-9, 844), danach Karl Francke (Bf 108A), Jan Buczyński (RWD-9), Wolf Hirth (Fi 97), Szczepan Grzeszczyk (PZL.26).
Ein Wettbewerb im Langsamflug startete am 31. August, konnte aber erst am 2. September wegen ungünstigen Wetters fortgesetzt werden. Einige Mannschaften beendeten den Wettbewerb erst am 6. September. Der Pole Jerzy Bajan flog mit seiner RWD-9 am langsamsten. Nur 54,14 km/h erreichte er als Mindestfahrt. Die übrigen Polen blieben ebenfalls unter 60 km/h, gefolgt von den Tschechen und den deutschen Kl 36 and Fi 97, die italienische Breda mit über 75 km/h wurde nicht gewertet, weil sich deren Vorflügelkonstruktion als praxisuntauglich erwies.
| Wettbewerb Langsamflug | Wettbewerb Langsamflug | Wettbewerb Langsamflug | Wettbewerb Langsamflug | Wettbewerb Langsamflug | Wettbewerb Langsamflug |
| ---------------------- | ---------------------- | ---------------------- | ---------------------- | ---------------------- | ---------------------- |
|                        | Pilot                  | Nation                 | Flugzeug               | Mindestfahrt           | Punkte                 |
| 1.                     | Jerzy Bajan            | Polen                  | RWD-9S                 | 54,14 km/h             | 83                     |
| 2.                     | Jan Anderle            | Tschechoslowakei       | RWD-9W                 | 55,24 km/h             | 79                     |
| 3.                     | Ján Ambruš             | Tschechoslowakei       | Aero A.200             | 55,88 km/h             | 76                     |
| 4.                     | Stanisław Płonczyński  | Polen                  | RWD-9S                 | 56,72 km/h             | 73                     |
| 5.                     | Wolfgang Stein         | Deutsches Reich        | Klemm Kl 36            | 57,67 km/h             | 69                     |
| 6.                     | Fritz Morzik           | Deutsches Reich        | Klemm Kl 36            | 57,78 km/h             | 68                     |

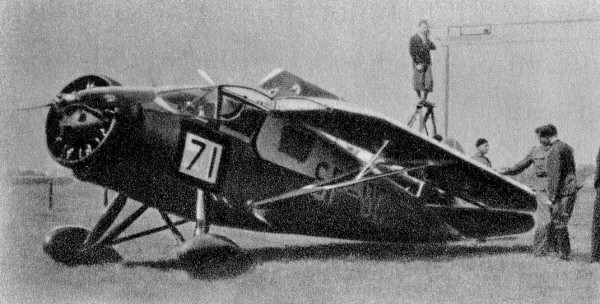
Bajans RWD-9 beim Anklappen der Tragflächen

Am 1. September fand der Wettbewerb statt, in dem die Praktikabilität des Tragflächenanklappens bewertet wurde. Das Anklappen der Tragflächen spart Platz im Hangar und war Bestandteil der Ausschreibungsanforderungen. Bewertet wurden der Platzbedarf des Flugzeuges und die Mechanik sowie das praktische Vorgehen. Am 6. September standen die Sieger fest: Die ersten sieben Plätze wurden von den RWD-9 mit 36 Punkten gehalten, gefolgt von vier Italienern.
Ein deutsches (Bf 108) und ein italienisches (PS-1) Flugzeug wurden bei den technischen Wettbewerben beschädigt und mussten aufgeben. Nach den technischen Wettbewerben waren die vorderen Platzierungen von den RWD-9 und Fi 97 belegt während die Bf 108, Kl 36 and PZL.26 eher durchschnittlich waren. Die italienischen Flugzeuge konnten nicht überzeugen und belegten nur hintere Ränge mit 559–801 Punkten.
| Endergebnis des technischen Wettbewerbes | Endergebnis des technischen Wettbewerbes | Endergebnis des technischen Wettbewerbes | Endergebnis des technischen Wettbewerbes | Endergebnis des technischen Wettbewerbes |
| ---------------------------------------- | ---------------------------------------- | ---------------------------------------- | ---------------------------------------- | ---------------------------------------- |
|                                          | Pilot                                    | Nation                                   | Flugzeug                                 | Punkte                                   |
| 1.                                       | Jerzy Bajan                              | Polen                                    | RWD-9S                                   | 994                                      |
| 2.                                       | Tadeusz Karpiński                        | Polen                                    | RWD-9S                                   | 954                                      |
| 3.                                       | Stanisław Płonczyński                    | Polen                                    | RWD-9S                                   | 953                                      |
| 4.                                       | Hans Seidemann                           | Deutsches Reich                          | Fieseler Fi 97                           | 939                                      |
| 5.                                       | Gerhard Hubrich                          | Deutsches Reich                          | Fieseler Fi 97                           | 936                                      |
| 6.                                       | Jan Buczyński                            | Polen                                    | RWD-9S                                   | 920                                      |
| 7.                                       | Stefan Florjanowicz                      | Polen                                    | RWD-9W                                   | 919                                      |
| 8.                                       | Wolf Hirth                               | Deutsches Reich                          | Fieseler Fi 97                           | 915                                      |
| 8.                                       | Ján Ambruš                               | Tschechoslowakei                         | Aero A.200                               | 915                                      |
| 8.                                       | Jan Anderle                              | Tschechoslowakei                         | RWD-9W                                   | 915                                      |

## Luftrennen über Europa
Der zweite Hauptteil des Wettbewerbes war ein 9537,4 km langes Luftrennen über Europa und Nordafrika auf einer vorgegebenen Strecke: Warschau – Königsberg – Berlin – Köln – Brüssel – Paris – Bordeaux – Pau – Madrid – Sevilla – Casablanca – Meknès – Sidi Bel Abbes – Algier – Biskra – Tunis – Palermo – Neapel – Rom – Rimini – Zagreb – Wien – Brünn – Prag – Kattowitz – Lemberg – Vilnius – Warschau. Insgesamt waren acht Kontrollpunkte aufgestellt, unter anderem in Tanger, Messina und Castelfranco Veneto. Die Flugstrecke war länger und schwieriger als in den vorangegangenen Europarundflügen. Bewertet wurden die höchste Durchschnittsgeschwindigkeit und die Einhaltung der Flugstrecke. Wer länger als drei Nächte nach der erwarteten Ankunft an den Kontrollpunkten eintraf oder weniger als 130 km/h Reisegeschwindigkeit flog, wurde disqualifiziert.
Das Rennen startete am 7. September zwischen 5:00 und 5:30 Uhr. Die Bf 108A konnten einen deutlichen Vorsprung herausfliegen und überflogen als erste Berlin. Die 24 schnellsten Flugzeuge erreichten an diesem Tag nach 1752,4 km bereits Paris (10 Polen, 8 Deutsche, 3 Tschechen und 3 Italiener). Der Deutsche Wolfgang Stein (Kl 36) und der italienische Mannschaftskapitän Ambrogio Colombo (Ba-42) mussten wegen Motorschäden aufgeben, einige andere Mannschaften hatten ebenfalls technische Probleme, konnten diese aber beheben.
Am nächsten Tag (8. September) hatten einige Besatzungen in der Frühe bei schlechter Sicht Probleme, den Flugplatz von Bordeaux zu finden. Besonders betroffen waren die sehr schnellen Bf 108A. Diese mussten zwischendurch sogar wetterbedingt landen und die Geschwindigkeit verringern. Theo Osterkamp und Gerhard Hubrich hatten Probleme mit der lokalen Polizei, weil sie einfach auf freiem Feld sicherheitsgelandet waren, sie fanden keinen Flugplatz. Ernst Krüger beschädigte seine Klemm Kl 36 bei einer solchen Sicherheitslandung und konnte das Rennen nicht wieder aufnehmen. 14 Besatzungen erreichten an diesem Tag Sevilla, neun blieben in Madrid. Zwei Besatzungen blieben in Bordeaux, darunter Stanisław Płonczyński (RWD-9). Andrzej Włodarkiewicz und Szczepan Grzeszczyk (PZL.26) unterdessen erreichten Casablanca (3715,2 km).
Am 9. September erreichten alle verbliebenen Mannschaften Afrika mit Andrzej Włodarkiewicz und drei Bf 108A in Führung. 18 Besatzungen erreichten Algier an diesem Tag. 9 Polen, 6 Deutsche und 3 Tschechen flogen bis hier 4774 Gesamtkilometer. Die letzten beiden Mannschaften erreichten an diesem Tag Meknès, darunter Stanisław Płonczyński. Einige Besatzungen mussten bereits aufgeben: Fritz Morzik (der Gewinner von 1929 und 1930 auf Kl 36) musste wegen einer defekten Benzinpumpe drei Mal zwischenlanden. Ebenso aufgeben musste Szczepan Grzeszczyk mit seiner PZL.26 in Sidi Bel Abbes wegen Motorproblemen und vorherigen Zwischenlandungen. Eine Kl 36 hatte eine beschädigte Tragfläche und musste bereits in Spanien am Boden bleiben, der Pole Tadeusz Karpiński (RWD-9) wurde wegen Unterschreitung der Mindestgeschwindigkeit in Sevilla disqualifiziert, der italienische Pilot Pierro de Angeli erkrankte und konnte nicht weiterfliegen. Am 10. September erreichten die Letzten Algier, diese verbliebenen 24 Besatzungen beendeten den ersten Teil des Rennens, wobei der Pole Stefan Florjanowicz (RWD-9) dort wegen Motorschadens aufgab.
Der Wettbewerb ging am 11. September in Algier weiter, 23 Besatzungen erreichten Tunis an diesem Tag, am 12. September starteten sie weiter über das Mittelmeer nach Palermo. Dieser Flug wurde von der italienischen Kriegsmarine und französischen Flugbooten begleitet, 22 Besatzungen erreichten an diesem Tag Rom und ein italienischer Pilot schied in seinem Heimatland wegen Motorschadens aus.
Am 13. September war das Wetter schlecht, trotzdem erreichten zwei Flugzeuge Prag nach 7924 km. Der Tagesschnellste war Theo Osterkamp auf Bf 108A, während zwei andere Bf 108A bei Triest wegen sich verschlechterndem Wetter zwischenlanden mussten und die Nacht in Zagreb verbrachten.
Am 14. September beendeten unter Jubeln der wartenden Menge 16 Besatzungen das Rennen in Warschau. Der Erste an diesem Tag war der Pole Ignacy Giedgowd (PZL-26). Unter den ersten Ankömmlingen waren fünf Polen, sechs Deutsche, drei Tschechen und zwei Italiener. Der bis dahin schnellste Pole Andrzej Włodarkiewicz (PZL-26) musste bei Tarnów vor Lemberg wegen Motorproblemen landen und aufgeben, ebenso Walter MacPherson (Puss Moth).
Am 15. September erreichten die letzten drei Besatzungen Warschau: Werner Junck und Karl Francke mit deren Bf 108A und Piotr Dudziński auf PZL.26. Der Letzte der Ausschied war Jan Balcer (PZL.26) wegen eines Kompressorschadens vor Vilnius. Fritz Morzik (Kl 36), Tadeusz Karpiński (RWD-9) und Andrzej Włodarkiewicz (PZL.26) beendeten an diesem Tag das Rennen, nachdem sie ihr Flugzeug nach technischen Problemen nicht reparieren konnten.
Nur 19 von 32 gestarteten Besatzungen beendeten das Rennen mit intakten Flugzeugen. Die tschechische Mannschaft war mit ihren A.200 komplett im Ziel, ebenso die deutschen Fieseler Fi 97. Das gute zu erwartende Ergebnis der Bf 108A wurde wegen wetterbedingter Langsamflugphasen und Zwischenlandungen getrübt. Die besten Ergebnisse erzielten die Piloten, die es schafften über das gesamte Rennen hinweg eine möglichst hohe Durchschnittsgeschwindigkeit zu fliegen. Die höchste Punktzahl wurde an Besatzungen vergeben, die das Rennen durchhielten, die Route einhielten und keine Nacht außerhalb eines der vorgeschriebenen Flugplätze verbrachten.
| Endergebnis des Luftrennens | Endergebnis des Luftrennens | Endergebnis des Luftrennens | Endergebnis des Luftrennens | Endergebnis des Luftrennens  | Endergebnis des Luftrennens |
| --------------------------- | --------------------------- | --------------------------- | --------------------------- | ---------------------------- | --------------------------- |
|                             | Pilot                       | Nation                      | Flugzeug                    | Durchschnittsgeschwindigkeit | Punkte                      |
| 1.                          | Georg Pasewaldt             | Deutsches Reich             | Fieseler Fi 97              | 215,33 km/h                  | 880                         |
| 2.                          | Ignacy Giedgowd             | Polen                       | PZL.26                      | 213,33 km/h                  | 880                         |
| 3.                          | Ján Ambruš                  | Tschechoslowakei            | Aero A.200                  | 211,12 km/h                  | 880                         |
| 4.                          | Piotr Dudziński             | Polen                       | PZL.26                      | 211,05 km/h                  | 880                         |
| 5.                          | Theo Osterkamp              | Deutsches Reich             | Bf 108A                     | 208,74 km/h                  | 875                         |
| 6.                          | Hans Seidemann              | Deutsches Reich             | Fieseler Fi 97              | 208,28 km/h                  | 874                         |
| 7.                          | Stanisław Płonczyński       | Polen                       | RWD-9                       | 206,89 km/h                  | 868                         |
| 8.                          | Jerzy Bajan                 | Polen                       | RWD-9                       | 205,15 km/h                  | 861                         |
| 9.                          | Jan Anderle                 | Tschechoslowakei            | RWD-9                       | 203,69 km/h                  | 855                         |
| 10.                         | Kurt Bayer                  | Deutsches Reich             | Fieseler Fi 97              | 203,47 km/h                  | 854                         |

Nach dem technischen Wettbewerb und dem Luftrennen hielt Jerzy Bajan den ersten Platz im Gesamtklassement mit 1855 Punkten. Zweiter war Stanisław Płonczyński mit 1821 Punkten, Hans Seidemann als Dritter mit 1813 Punkten, gefolgt von zwei Tschechen: Ján Ambruš (1795 Punkte) und Jan Anderle (1770). Die Bf 108A Piloten waren enttäuschend 12. (Werner Junck – 1733), 13. (Theo Osterkamp – 1729) und 15. (Karl Francke – 1715).

## Wettbewerb im Schnellflug
Der letzte Wettbewerb war der Schnellflug auf einem 297 km langen Dreieckskurs. Er wurde am Sonntag, dem 16. August um 16:00 Uhr auf dem Mokotwskie-Flugplatz in Warschau gestartet, jedes km/h über 210 km/h wurde mit einem Punkt bewertet.
Die schnellsten drei Flugzeuge waren die deutschen Bf 108A mit Theo Osterkamp an der Spitze mit 291 km/h im Durchschnitt. Die nächsten drei Plätze belegten die polnischen RWD-9: Stanisław Płonczyński, Jan Buczyński, Jerzy Bajan und Henryk Skrzypiński, der punktgleich mit Hans Seidemann (Fi 97) lag. Der Pole Ignacy Giedgowd (PZL.26) und der Italiener Ernesto Sanzin (Ba-39S) mussten wegen Motorproblemen landen und gingen leer aus.
| Wettbewerb Schnellflug | Wettbewerb Schnellflug | Wettbewerb Schnellflug | Wettbewerb Schnellflug | Wettbewerb Schnellflug | Wettbewerb Schnellflug |
| ---------------------- | ---------------------- | ---------------------- | ---------------------- | ---------------------- | ---------------------- |
|                        | Pilot                  | Nation                 | Flugzeug               | Geschwindigkeit        | Punkte                 |
| 1.                     | Theo Osterkamp         | Deutsches Reich        | Bf 108A                | 291 km/h               | 81                     |
| 2.                     | Karl Francke           | Deutsches Reich        | Bf 108A                | 287 km/h               | 77                     |
| 3.                     | Werner Junck           | Deutsches Reich        | Bf 108A                | 283 km/h               | 73                     |
| 4.                     | Stanisław Płonczyński  | Polen                  | RWD-9S                 | 255 km/h               | 45                     |
| 5.                     | Jan Buczyński          | Polen                  | RWD-9S                 | 254 km/h               | 44                     |
| 6.                     | Jerzy Bajan            | Polen                  | RWD-9S                 | 251 km/h               | 41                     |
| 7.                     | Henryk Skrzypiński     | Polen                  | RWD-9W                 | 243 km/h               | 33                     |
| 7.                     | Hans Seidemann         | Deutsches Reich        | Fieseler Fi 97         | 243 km/h               | 33                     |
| 9.                     | Piotr Dudziński        | Polen                  | PZL.26                 | 241 km/h               | 31                     |
| 10.                    | Gerhard Hubrich        | Deutsches Reich        | Fieseler Fi 97         | 239 km/h               | 29                     |
| 10.                    | Georg Pasewaldt        | Deutsches Reich        | Fieseler Fi 97         | 239 km/h               | 29                     |
| 12.                    | Wolf Hirth             | Deutsches Reich        | Fieseler Fi 97         | 237 km/h               | 27                     |
| 12.                    | Ján Ambruš             | Tschechoslowakei       | Aero A.200             | 237 km/h               | 27                     |
| 12.                    | Jan Anderle            | Tschechoslowakei       | RWD-9W                 | 237 km/h               | 27                     |
| 15.                    | Kurt Bayer             | Deutsches Reich        | Fieseler Fi 97         | 236 km/h               | 26                     |
| 16.                    | Vojtěch Žaček          | Tschechoslowakei       | Aero A.200             | 224 km/h               | 14                     |
| 17.                    | Armando François       | Königreich Italien     | PS-1                   | 223 km/h               | 13                     |

Die Bf 108A konnten hier ihre Positionen zwar noch verbessern, die ersten vier Plätze im Gesamtklassement haben sie nicht mehr verändern können: Bajan – Płonczyński – Seidemann – Ambruš – Osterkamp – Junck.

## Endergebnis

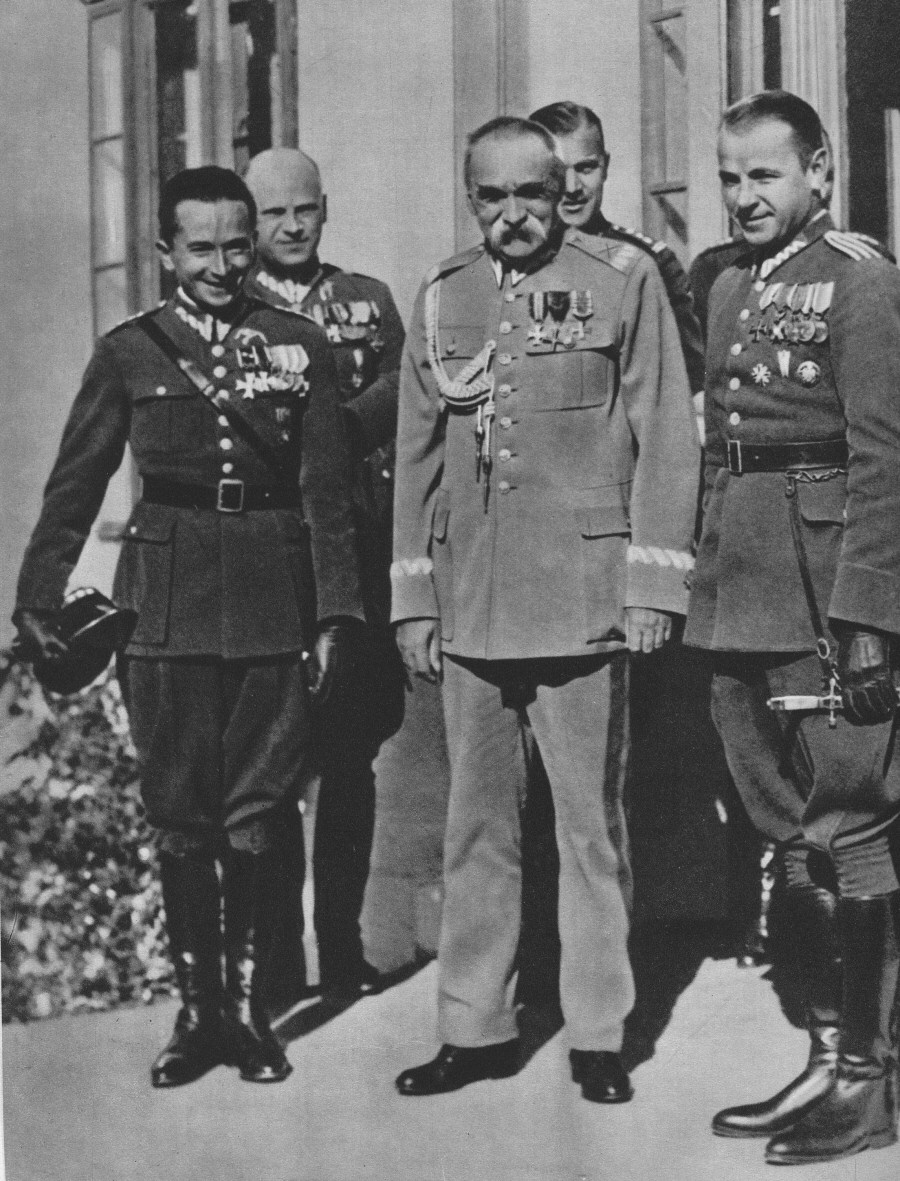
Die polnischen Piloten – Gewinner des Europarundfluges 1934: Pilot Jerzy Bajan (links) und Mechaniker Gustaw Pokrzywka (rechts) mit Marschall Józef Piłsudski (Mitte).

Die Abschlusszeremonie wurde nach dem Schnellflugwettbewerb am 16. September abgehalten. Der Gewinner war die polnische Mannschaft um Jerzy Bajan und seinen Mechaniker Gustaw Pokrzywka. Ihr Erfolg war nicht nur ein Ergebnis ihres fliegerischen Könnens, sondern auch der guten Flugleistungen ihrer RWD-9. Aufgrund des Sieges hätte die polnische Mannschaft das Recht gehabt, den nächsten Europarundflug 1936 auszurichten, lehnte dies aber aus finanziellen Gründen ab. Die FAI bot den anderen teilnehmenden Nationen die Ausrichtung an, die aber ebenfalls ablehnten. Der Europarundflug 1934 blieb somit der Letzte und der Wanderpokal durfte beim Polnischen Aero Club verbleiben.
|     | Pilot                 | Nation             | Flugzeug         | Kennzeichen / Startnummer | Punkte: technisch + Rennen + Geschwindigkeit | = gesamt |
| 1.  | Jerzy Bajan           | Polen              | RWD-9S           | SP-DRD / 71               | 994 + 861 + 41                               | 1896     |
| 2.  | Stanisław Płonczyński | Polen              | RWD-9S           | SP-DRC / 75               | 953 + 868 + 45                               | 1866     |
| 3.  | Hans Seidemann        | Deutsches Reich    | Fieseler Fi 97   | D-IPUS / 19               | 939 + 874 + 33                               | 1846     |
| 4.  | Ján Ambruš            | Tschechoslowakei   | Aero A.200       | OK-AMB / 52               | 915 + 880 + 27                               | 1822     |
| 5.  | Theo Osterkamp        | Deutsches Reich    | Bf 108A          | D-IMUT / 14               | 854 + 875 + 81                               | 1810     |
| 6.  | Werner Junck          | Deutsches Reich    | Bf 108A          | D-IJES / 16               | 895 + 838 + 73                               | 1806     |
| 7.  | Jan Buczyński         | Polen              | RWD-9S           | SP-DRE / 72               | 920 + 836 + 44                               | 1800     |
| 8.  | Jan Anderle           | Tschechoslowakei   | RWD-9W           | OK-AMD / 54               | 915 + 855 + 27                               | 1797     |
| 9.  | Georg Pasewaldt       | Deutsches Reich    | Fieseler Fi 97   | D-IDAH / 22               | 885 + 880 + 29                               | 1794     |
| 10. | Karl Francke          | Deutsches Reich    | Bf 108A          | D-IGAK / 15               | 899 + 816 + 77                               | 1792     |
| 11. | Piotr Dudziński       | Polen              | PZL.26           | SP-PZL / 61               | 875 + 880 + 31                               | 1786     |
| 12. | Kurt Bayer            | Deutsches Reich    | Fieseler Fi 97   | D-IBYR / 18               | 902 + 854 + 26                               | 1782     |
| 13. | Wolf Hirth            | Deutsches Reich    | Fieseler Fi 97   | D-IVIF / 17               | 915 + 819 + 27                               | 1761     |
| 14. | Vojtěch Žaček         | Tschechoslowakei   | Aero A.200       | OK-AMA / 51               | 890 + 845 + 14                               | 1749     |
| 15. | Henryk Skrzypiński    | Polen              | RWD-9W           | SP-DRB / 76               | 883 + 826 + 33                               | 1742     |
| 16. | Gerhard Hubrich       | Deutsches Reich    | Fieseler Fi 97   | D-IZUH / 21               | 936 + 763 + 29                               | 1728     |
| 17. | Ignacy Giedgowd       | Polen              | PZL.26           | SP-PZM / 62               | 839 + 880 + 0                                | 1719     |
| 18. | Armando François      | Königreich Italien | Pallavicino PS-1 | I-FRAN / 42               | 801 + 747 + 13                               | 1561     |
| 19. | Ernesto Sanzin        | Königreich Italien | Breda Ba.39S     | I-LUDO / 46               | 559 + 723 + 0                                | 1282     |